# Péter apostol
Péter apostol vagy katolikus nevén Szent Péter (Bétszaida, Kr. e. 1? – Róma, 65/67 körül) Jézus tizenkét apostolának egyike és a katolikusok szerint a korai egyház első vezetője. A keresztény hagyomány szerint Néró császár uralkodása idején szenvedett kereszthalált Rómában. 
A katolikus hagyomány Róma első pápájaként, a keleti keresztény hit Antiochia első pátriárkájaként tartja számon. Az ősi egyházak az antiochiai és római egyházak alapítójának tekintik. A katolikus tanítás szerint Máté evangéliumában (Mt 16:18) és János evangéliumában (Jn 21,15-17) Jézus különleges hatalommal ruházta őt fel.
Két levelet tulajdonítanak neki az Újszövetségben, de a modern tudósok általában mindkettőnél elutasítják Péter szerzőségét. További számos más irat viseli nevét: Péter evangéliuma, Péter cselekedetei, Péter prédikációi, Péter apokalipszise és Péter ítélete, ezeket a keresztény felekezetek apokrifeknek tartják, és így nem vették bele bibliai kánonjukba.

## Neve
Eredetileg Simonnak nevezték. A szó a  héber שָׁמַע igével áll etimológiai kapcsolatban: (meg)hall, meghallgat, hallgat rá, figyel, megért, szót fogad, ill. természetesen שִׁמְעוֹן -Siməón pátriárka, Jákob fia, a megfelelő izraelita törzs névadója nevével. Jézus adta neki az arám Kéfa nevet, amit görögösn Kéfásnak mondanak, s amit később görögre Petrosz-ként fordított valószínűleg már maga az apostol. Ennek magyaros átirata a "Péter".  Mivel a "kéfa"-szó magyar jelentése "kőszikla", a katolikus hagyomány a Mt 16,18-ban a névadáson túlmenő hivatalalapítást lát, különösen Jézus görögre fordított kommentárja miatt: "Te Péter (Πέτρος) vagy, és én erre a kősziklára (πέτρᾳ) fogom építeni egyházamat, s az alvilág kapui nem vesznek erőt rajta." (Mt 16,18b) Van olyan protestáns értelmezés, amely ezt vitatja, különösen a nyelvtani nemek eltérése miatt: a "szikla" jelentésű πέτρᾳ nőnemű, míg a hímnemű πέτρος több szövegben inkább kisebb, pl. megmarkolható követ jelent. Katolikus és protestáns értelmezők is rámutatnak azonban, hogy egyrészt az eredeti párbeszéd arám nyelvű, és ott a "Kéfa"-szóval nincs ilyen probléma, másrészt a szöveg egész tendenciája az, hogy Jézus kitüntette Pétert, miután Péter fölismerte benne a Messiást.
A modern  Bibliaértelmezés Jézus saját szavának pusztán a névadást ismeri el, János evangéliumára hivatkozva. (Jn 1,42). A névhez adott értelmezés szövegszerűen valószínűleg az ősegyházi hagyományban formálódott ki, és egy írásos jézusi beszédgyűjteményből került be a három szinoptikus közül egyedül Máté evangéliumába. Modern katolikus értelmezők mindenesetre a névadásban is, és ebben a Máténál megtalálható értelmezésben is a Péternek tulajdonított ősegyházi tisztelet bibliai dokumentumát látják.
Péter neve az Újszövetségben 156 alkalommal tűnik fel; ez egyedül a "Pál" név 160 említésével vethető össze, míg az evangéliumokban említett apostolok összesen 130-szor kerülnek elő.

## Élete

### Jézussal az evangéliumok szerint

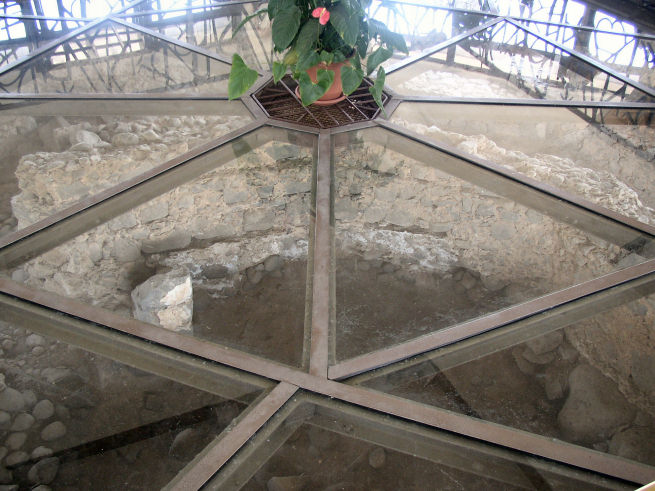
Szent Péter háza Kafarnaumban

Péter János evangéliuma szerint Bétszaidából származott, és Keresztelő János tanítványa volt, míg a szinoptikusok szerint Jézus elhívása előtt Kafarnaumban élt testvérével, Andrással. Nős ember volt, amikor Jézus tanítványa lett, hiszen Jézus meggyógyította az anyósát. A szinoptikusok elbeszélése szerint a Genneszareti tavon halásztak, akkor is éppen a hálót vetették ki, amikor Jézus elhívta, hogy legyen a tanítványa. A Biblia szerint ekkor a következőket mondta Péternek is: „Gyertek, kövessetek, s én emberek halászává teszlek benneteket!” . Péter pedig ment, és Jézus egyik legbuzgóbb tanítványává vált; a megígért Messiásnak vallotta őt.

### Jelleme
Péter jelleme Jézussal kapcsolatos beszélgetéseiben és cselekedeteiben domborodik ki. Egy olyan embert ismerhetünk meg, aki nem értette Jézus szándékait, úgy értelmezte, mint egy átlagos ember, az isteni szándékot látta ugyan, de nem mindig értette. Idegen volt számára Jézus lábmosási szándéka (Jn 13.6-8), és nem értette a jövendöléseit szenvedéseiről sem (Jn 13.36). De amikor megérti, Péter odaadó szeretete nyilvánul meg: "ne csak lábamat, fejemet is mosd meg" (Jn 13.9-10). Védi Krisztust, megvédené füllentéssel az adószedőktől (Mt 17.24-25), a letartóztatástól karddal védi (Jn 18.10), rásújt a főpap szolgájára és levágja annak jobb fülét. sőt még Jézus jövendölését is kiigazítaná, hogy védje "veled ez nem történhet". Odaadó szeretetében azt is vállalja, hogy Jézus szavára vízen jár. "A kísértés viharában csak akkor járhat biztosan, ha tökéletes önmegtagadással a Megváltóra hagyatkozik". (Írja az adventista Ellen G. White). Jézus, látván ezt, a legmegbízhatóbb tanítványai közé avatja, ő őrködik Jakabbal és Jánossal a szineváltozásakor (Lk 9.28), (Mt 17.1), (Mk 26.37), a halott lány feltámasztásához hívja be őket (Lk 8.51), (Mk 5.37) és ugyancsak hármójukra bízza az utolsó vacsora előkészítését is (Lk 22.8).
De, mint minden átlagos ember, ingatag, ellentmondásos, következetlen és elhamarkodott: amikor végre felismeri benne Isten felkentjét (Mt 16.16), (Lk 9.20), a következő pillanatban már kiigazítaná Jézust (Mt 16.22-23), a színeváltáskor őrködik, de elalszik (Lk 9.32), és bár Péter életét adná Krisztusért (Jn 13.37), háromszor is megtagadja, hogy Jézus tanítványai közül való, amikor Jézus a vádló főtanács előtt állt (Mt 8.14-15). Ezután szólalt meg a kakas, ami emlékeztette őt Jézus korábbi jövendölésére.

Azonban Jézus tanítja őt, megkéri, hogy fogjon ki egy halat, és a szájában talált érmét adja oda az adószedőnek, így Péter füllentése igaz állítássá változik (Mt 17.27).

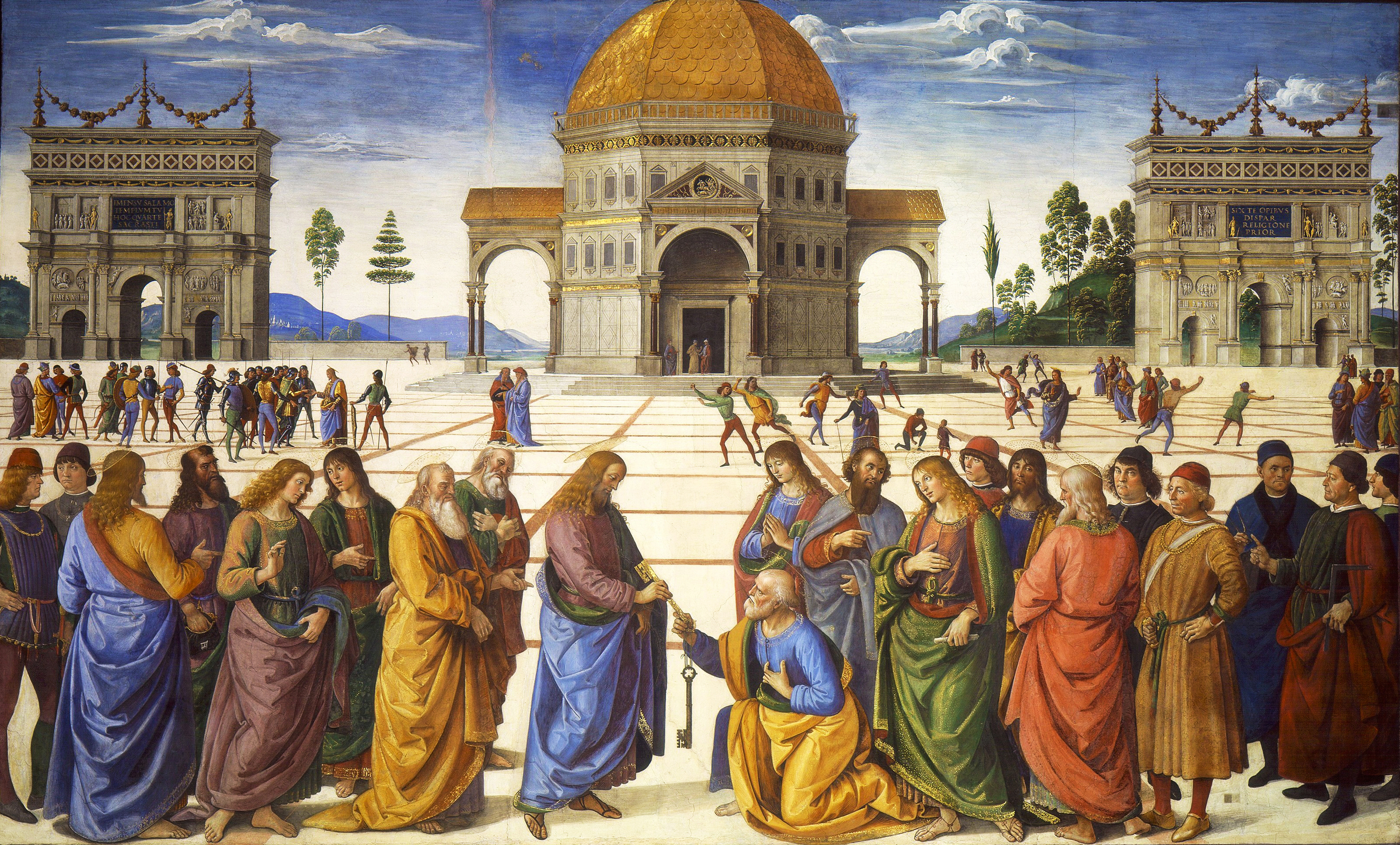
A Sixtus-kápolna A kulcsok átadása Péternek című freskója
(Pietro Perugino, 1481–1482)

 Illetve háromszor tagadta meg, és mint feltámadott Krisztus jelenik meg neki, és háromszor is megkérdezi Pétert: "szeretsz engem?", amelyekre igent válaszol. Evvel Krisztus feloldja a három megtagadást. Nemcsak jóváteszi Péter hűtlenségeit, hanem hűségre tanítja, és ennek jutalmaként pásztori megbizatást ad: "legeltesd juhaimat." (Jn 21.15-17)
Teológusok szívesen vetik össze Júdás árulását Péter megtagadásával, melyben az üdvösség feltárulását látják. Míg az előre kitervelt júdási árulás a kárhozatot hozza, addig a Sátán csapdájába besétáló Péter krisztusi feloldozást nyer.
Az Újszövetség alapján Jézus Krisztus neki adta a mennyország kapuinak kulcsait.  A kulcsokról szóló kijelentés megismétlődik két fejezettel később, a Máté 18,18-20-ban a teljes tanítványi közösségre vonatkoztatva is. Lukács és János evangéliuma szerint elsőnek tanúskodott Jézus feltámadása felől.

### Pünkösd után a többi újszövetségi irat szerint
Az apostolok cselekedetei úgy mutatja be, mint akinek vezető szerep jutott a jeruzsálemi gyülekezetben, amely abban az időben a kereszténység egyértelmű központja volt. Már nem az ingatag Péterről van szó, hanem aki a Szentlélek segítségével magabiztosan megvédi a gúnyolódástól az apostoli közösséget (ApCsel 2.14 – 21), majd Krisztust igazolja, amit az ősatyák és próféták jövendölő idézeteivel világít meg. Az Ábrahámra, Mózesra, Dávidra,  és Jóelre, Sámuelre való péteri hivatkozást, és a Krisztus a halálból való feltámadás tanításait rossz néven vették a papok letartóztatták az apostolokat. A kihallgatás közben csodálkoztak, hogy Péter és János apostolok írástudatlan, és tanulatlanok, és még általuk meggyógyított ember is ott állt, félve a város népétől, megfenyegetve ugyan, de elengedték Péteréket (ApCsel 4.1 – 22). Beszédeinek és gyógyításának hatására ötezren keresztelkedtek meg (ApCsel 4.4). Az apostolokkal együtt ezután is sok csodálatos gyógyítást tett 

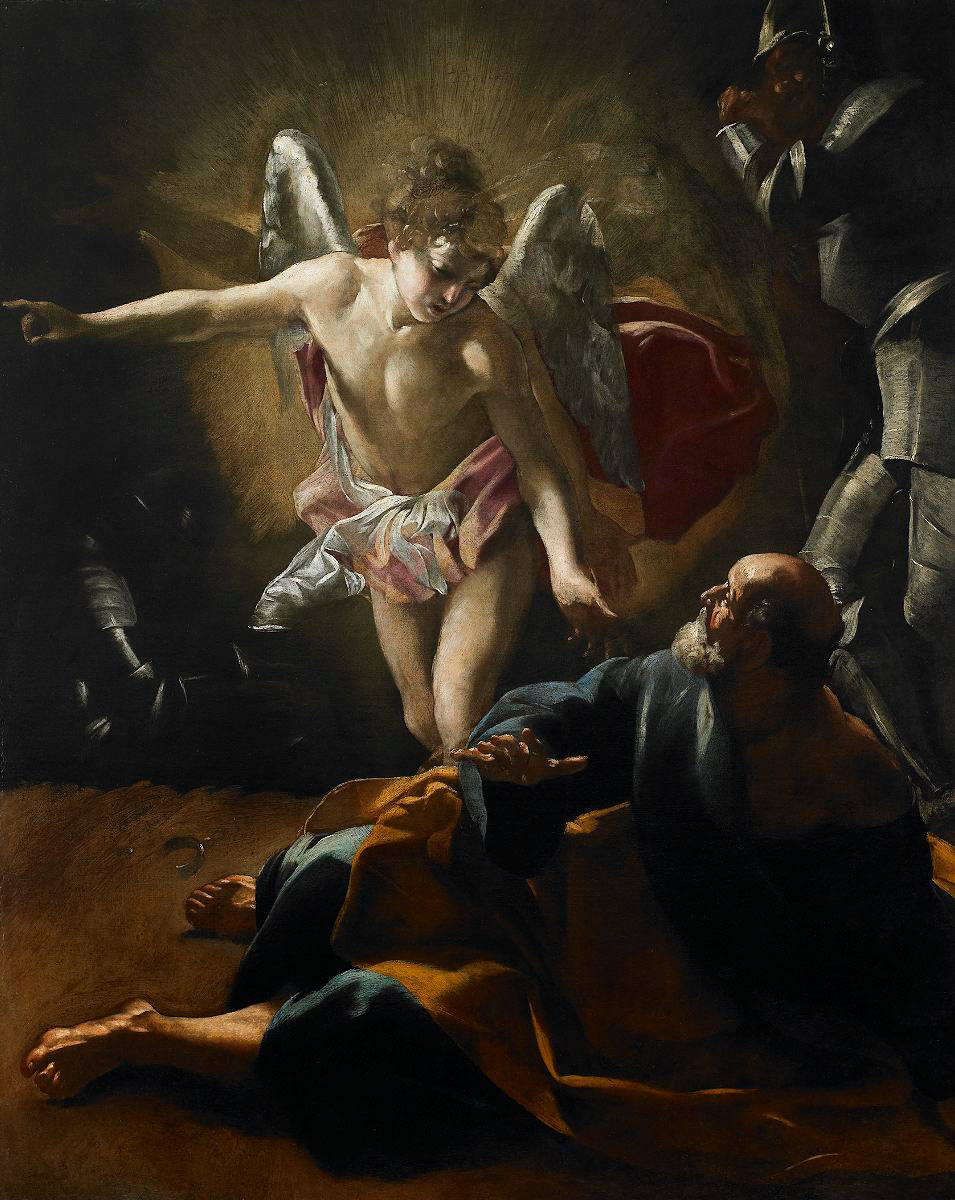
Giovanni Lanfranco: Az angyal kivezeti Szent Pétert a börtönből

Heródes király fogságba vetette, ahonnan rendkívüli módon szabadult és ismeretlen helyre távozott. Az elbeszélésben világos Jézus-párhuzam ismerhető föl: ahogy Jézusnak a bezárt sírját, úgy Péternek a börtönét nyitotta ki az angyal. Ezután Péter, miután meggyőzte az egyházat arról, hogy él, eltávozott a körükből. Mindenesetre nem a mennybe, mint Jézus.
Részt vett az első fontos megbeszélésen, a jeruzsálemi zsinaton, ahol megvédte Pál apostol álláspontját arról, hogy a pogányoknak nem kell körülmetélkedniük (vö. Acs 15,7-11). Pál apostol továbbá így ír róla: „én reám van bízva a körülmetéletlenség evangéliuma, mint Péterre a körülmetélésé” – arra utalva, hogy míg Pál elsősorban a pogány nemzetek, Péter főleg a zsidók között szolgált.
Pál említést tesz egy antiókhiai tartózkodásáról, de nem egyértelmű, hogy mikor és milyen hosszan tartott.

### Római működése a hagyomány szerint
Katolikus források is elismerik, hogy Péter útja a jeruzsálemi csodálatos szabadulás után nem közvetlenül vezetett Rómába. Legfontosabb jele ennek az, hogy a Pál levele a rómaiakhoz irat végén a nagyszámú üdvözlés között nem találjuk Péter nevét (vö. Róm 16). Ugyanakkor a Római levél eléggé egyértelműen 55-58 közé tehető, (lásd még a Biblia írói cikket) míg a Néró-féle keresztényüldözés 64 és 67 között zajlott. Így Péternek bőven volt ideje Rómába érkeznie, és ott annyira egyértelmű vezetővé válnia, hogy a Péter első levele már Rómára hivatkozzon megírási helyként (lásd fönt).
A római tartózkodás és a római vértanúság elsősorban a Biblia utáni keresztény hagyomány meggyőződése, de bibliai utalás, hogy a jóval 60 után íródott Péter első levelét "Babilonból" keltezi szerzője (1Pét 5,13). Modern értelmezők valószínűsítik ugyan, hogy pszeudoepigráfiáról van szó, tehát hogy egy tanítvány írta a levelet Péter nevében, – mint ahogy levele végén búcsúzik: "Szilvánusz által (...) írtam nektek" (1Pét 5.12)  -, de akkor is jelentős tény, hogy a szerző a "Babilon"-szóval próbálja hitelesíteni az azonosságot, mivel "Babilon" Róma fedőneve volt az Újszövetség korában (vö. pl. Jel 17-18, Babilon a nagy parázna asszony, aki hét dombon fetreng,  a szerző világos utalása Róma hét dombjára). Ennek a hasonlatnak az az alapja, hogy míg korábban Babilon, addig az Újszövetség írása idején a pogány Róma pusztította el a Jeruzsálemi Templomot. Továbbá Péter fogvatartásának jele is lehet, utalva a babiloni fogságra.
Mindenesetre van olyan mai szerző is, aki lehetségesnek tartja Péter első levelének a péteri inspirációját azzal, hogy a levélben említett "Márk, a fiam" (1Pét 5,13), lehetett a konkrét írnok, ugyanaz, aki a Márk evangéliuma szerzője is. Ilyen módon a Márk evangéliuma forrása közvetlenül Péter prédikációja volna. Márk evangéliumának itáliai keletkezése mindenesetre általánosan elismert a modern kutatók körében is (indoklás a Márk evangéliuma szócikkben).

### Gyermekei
Péter leszármazottairól csak későbbi korok legendái írnak. Ezek szerint volt egy lánya, de ez nincs kellően alátámasztva. 
A katolikus egyház szentként tiszteliː Szent Petronella.

### Vértanúsága
Halála időpontja bizonytalan. Tacitus szerint, amikor Nero felgyújtatta Rómát, a keresztények lettek megvádolva a tűzvészért. A hagyomány úgy tartja, hogy Pétert az ekkor bekövetkező üldözési hullám idején fogták el, és valamikor 64 és 67 között kivégezték. Kivégzése előtt a hagyomány szerint a Mamertinum börtönben tartották fogva Rómában.
Halálával kapcsolatban két legendát ismerünk, melyek alapjában kiegészítik egymást. Mind a kettő vértanúként ismeri el Pétert. Az is közös a két forrásban, hogy Szent Pétert Nero uralkodása alatt végezték ki tanai miatt. A Quo vadis-legenda szerint Péter menekült Rómából a császár kegyetlen keresztényüldözése elől a Via Appián, amikor megjelent előtte Jézus, aki éppen Rómába tartott. Péter megkérdezte tőle: Quo vadis, Domine? vagyis Hová mész, Uram? Jézus a következőt mondta neki: Visszamegyek Rómába, hogy ismét megfeszítsenek. Erre Péter visszatért a városba, és így vállalta a vértanúságot. A másik legenda szerint Pétert fejjel lefelé feszítették keresztre, mert nem akarta magát Jézussal egyenrangúvá tenni a halálban.
E legendák jelentik az alapját Henryk Sienkiewicz világhírű Quo vadis? (1896) című regényének, illetve az abból készült filmadaptációknak.

### Emlékezete, ereklyék

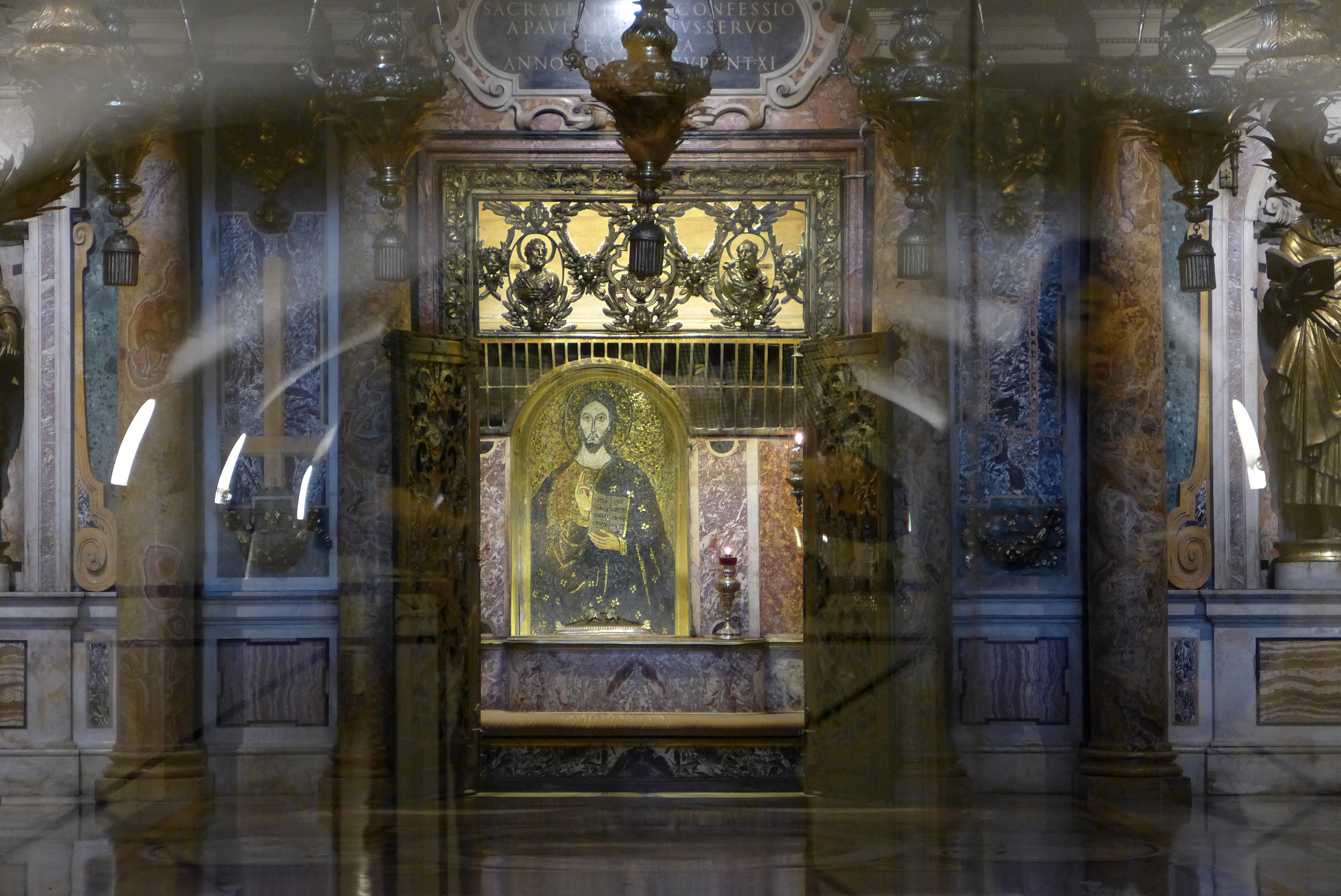
Sírja a Szent Péter-bazilika altemplomában

A II. század végén élt Gaius presbiter egy vitairatában egyértelműen kijelenti Péter és Pál ereklyéinek helyeit, "én pedig meg tudom mutatni az apostolok trófeáit. Mert ha te eljössz a Vatikánhoz vagy az ostiai útra, megtalálod ott azoknak a trófeáit, akik ezt az egyházat alapították" A 354-ben íródott Deposito Martyrum c. irat megjelöli Pétert, a mártírt az eltemetés helyével. A XX. századi ásatások megerősítik az irat hitelességét, pontosságát. A Szent Péter-bazilika alatti ásatás úgy görög nyelvű grafitikkel, "Petros eni" (Péter itt van), mint a nem római hamvasztással, hanem keresztény módon eltemetés és a maradványok első századi korát megállapítva igazolták az ősidőktől folyamatos tiszteletet, amit a Vatikán dombján az a pont kapott, ahol most a Szent Péter-bazilika kupolája és főoltára alatti altemplom, Péter sírhelye van. Az ásatások látogatóinak bemutatnak ott egy sírt, és ősi tisztelettel körülvett csontmaradványokat is, amelyeket az Egyházi Állam Szent Péter csontereklyéinek tekint.

## Péter és a pápaság
Személyét a római, görög- és keleti katolikusok az apostolok vezetőjeként és ezért az első pápaként tisztelik, hangsúlyozva, hogy a későbbi pápák az apostol-utódként fölfogott püspökök között elsők, aminél Péter elsősége sokkal fontosabb: Péter a Szentírás szerint közvetlen szemtanúja Krisztus föltámadásának. A katolikus hagyomány szerint 33-tól 67-ig szolgált. Az ortodoxok elismerik mint apostolt és pátriárkát, de nem ismerik el az egyház egyetemes fejének. A protestánsok egy része apostoli elöljáró voltát is vitatja.

### Katolikus tanítás
A katolikus egyház Jézusnak az alábbi evangéliumi szavaiból vezeti le Péter pápaságát:

„Te Péter vagy és én erre a sziklára fogom építeni egyházamat, és ezen az alvilág erői nem fognak győzedelmeskedni. Neked adom a mennyek országának a kulcsait; amit  megkötsz a földön, a mennyben is meg lesz kötve, s amit feloldasz a földön, a mennyben is fel lesz oldva."

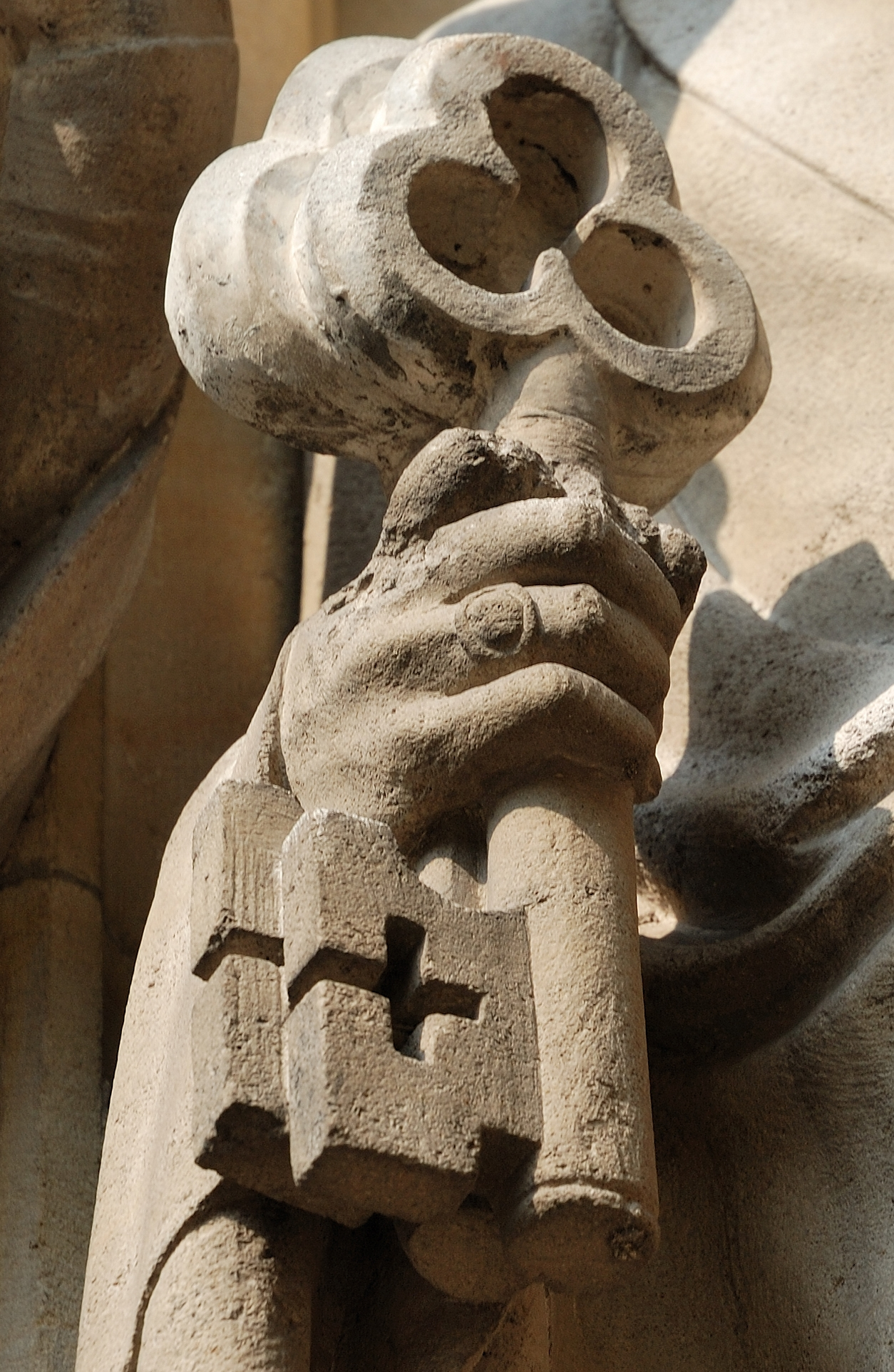
A Menny és Pokol kulcsai Péter kezében – Münster, Überwasserkirche

Az evangélium szerint Jézus csak Péternek nyilatkozott ilyen értelemben, senki másnak. A szikla Péter, ez egyértelmű a petra-Petrosz ill. a kéfa-Kéfás megfelelésből. Krisztus az alapító, az építész szerepében jelenik meg, aki épít. A kő , ill a szikla nem a "hitet" , hanem az élő embert jelöli, ezt maga Péter tanúsítja levelében. Jézus csak Pétert nevezte sziklának, senki mást, jelezve hogy rá építi egyházát. A kulcsok egyrészt a tanítóhivatali tekintélyt jelentik, másrészről viszont a bíráskodást, vitás ügyek eldöntését is.

"Miután ettek, Jézus megkérdezte Simon Pétertől: „Simon, János fia, jobban szeretsz engem, mint ezek?” „Igen, Uram - felelte -, tudod, hogy szeretlek.” Erre így szólt hozzá: „Legeltesd bárányaimat!” Aztán másodszor is megkérdezte tőle: „Simon, János fia, szeretsz engem?” „Igen, Uram - válaszolta -, tudod, hogy szeretlek.” Erre azt mondta neki: „Legeltesd juhaimat!” Majd harmadszor is megkérdezte tőle: „Simon, János fia, szeretsz?” Péter elszomorodott, hogy harmadszor is megkérdezte: „Szeretsz engem?” S így válaszolt: „Uram, te mindent tudsz, azt is tudod, hogy szeretlek.” Jézus ismét azt mondta: „Legeltesd juhaimat!”

Aki legelteti a juhokat, a pásztor. A pásztor a juhok fölött áll. A pásztorok a vezetők, elöljárók, a juhok a hívők, Jézus szavai alapján. Jézus csak Péternek mondott ilyet, tehát őt nevezte ki vezetőnek az egész egyház fölé, míg a apostol a pásztorság egy hasonló, de alárendelt szerepét kapják csak meg (ApCsel 20,28; 1Pét 5,2). Ezt a megbízatást Jézus háromszor ismételi el, az ősi keleti esküformulát használva, és utána világosan jelezve, hogy Pétert az érte vállalt vértanúságra választotta ki, noha az utolsó vacsorán még elutasítja Péter saját ajánlkozását, látva ekkor Péter éretlenségét. (Érdemes végiggondolni a Jn 13,37-38 és a Jn 21,15-19 teljesen végigvitt ellentétes párhuzamát.)
A Jézus kiválasztotta tizenkettő közül Péter neve az Újszövetségben 156-szor szerepel, míg a 12 apostolból álló evangéliumi közösség összes többi apostoláé együttvéve 130-szor. A Péter után leggyakrabban említett apostol, János, a szeretett tanítvány, mindössze 48-szor fordul elő. Máté evangéliuma külön elsőnek nevezi Pétert, jelezve elöljáró és vezető voltát. Az adószedők Péterhez mennek oda, jelezve hogy őt tekintik az elsőnek a tanítványok között. Péter Jézus helyett, annak nevében felel nekik. Jézus az adót Péterrel fizetteti be, kettejükért (vagyis egyetlen más apostolért sem). Péter neve mindig az első Jézus belső tanítványi körén belül (Péter, Jakab és János), és e belső körön belül is mindig Péteré a főszerep. Péter gyakran beszél mint az apostolok szóvívője, képviselője, kiváltképpen a jelentősebb eseményeknél.
Jézus feltámadásánál az üres sírhoz sietve az előbb odaérő János, a szeretett tanítvány szándékosan megvárja Pétert, és csak utána lép be a sírba, elismerve ezzel vezető szerepét.
A katolikus egyház tanítása, egyetértésben a keleti ortodox egyházakkal, de vitában a protestánsokkal általában, hogy az apostolok utódokra találtak a püspökökben (episzkoposzokban) , akiknek kézrátétellel adták tovább a helyi egyházak vezetésének feladatát. A kézrátételek sorozata az apostoloktól máig folytonos, azaz a mai püspökök is az apostolok utódainak tekintendők, akár a katolikus egyházban, akár a keleti ortodox egyházakban. A püspökök és papok az egyszerű hívők lelkipásztorai, hitbéli elöljárói, és azok voltak mindig is, apostol-utódként, lásd ApCsel 20,28 és Ef 4,11.
A katolikus egyháznak kifejezett felekezeti meggyőződése, amely minden más kereszténytől megkülönbözteti, hogy Péter apostol szentírási vezető szerepe a az apostolok között, folytatódik a mindenkori római pápa személyében az apostol-utód püspökök között.

### Protestáns nézet
Bár Péter, Pál, János és Jakab apostolok voltak a leginkább figyelemre méltó korai keresztény vezetők, az Újszövetség nem említi meg, hogy Péter az egyházban az első személy vagy az apostolok között elöljáró lett volna. Ehelyett arról olvashatunk, hogy a hívők között mindenki egyenlő volt,
„Krisztusban tehát nincs zsidó, sem görög, nincs szolga, sem szabad, nincs férfi, sem nő, mert ti mindnyájan egyek vagytok a Krisztus Jézusban.” (Gal 3,28)
Amikor az apostolok között versengés támadt, hogy ki a nagyobb, Jézus így tanította őketː 
„A királyok uralkodnak a népeken, s akiknek hatalom van a kezükben, s jótevőknek hívatják magukat. Közöttetek ne így legyen. A legnagyobb legyen olyan, mintha a legkisebb volna, az elöljáró pedig mint ha szolga volna.” (Lk 22,25-26)
Péter az evangéliumok alapján Jézustól kulcsokat kapottː Neked adom a mennyek országának a kulcsait; amit a földön megkötsz, az meg lesz kötve a mennyben is, és amit feloldasz a földön, fel lesz oldva a mennyben is.”
Majd nem sokkal később ugyanezt az oldás-kötést a többi tanítványra vonatkozóan is kijelentette: "Bizony mondom nektek: amit megköttök a földön, kötve lesz a mennyben is, amit pedig feloldotok a földön, oldva lesz a mennyben is" (Mt 18,18)
A kulcsokat azért kapta, hogy jelképes értelemben megnyissa az ajtót különböző emberek előtt, hogy azok beléphessenek a mennyországba. Az oldás és a kötés azt jelenti, mint valamit kötelezővé vagy nem kötelezővé, tiltottá, illetve megengedetté tenni. Ebbe belefoglaltatik az a felhatalmazás is, hogy valaki a gyülekezetből kizárhatóvá válik, vagy abba újra felvételt nyerhet. Jézus nem helyezte Pétert a többi apostol fölé, és nem is tette őt a gyülekezet alapjává. Maga Jézus a szikla, amelyre a gyülekezete épül.
„Apostolokra és prófétákra alapozott épület vagytok, s a szegletkő maga Krisztus Jézus." (Ef. 2,20)
Egy evangélikus teológus így fogalmazottː
„Tiszteljük Pétert, de nem ő volt az első pápa, és nem is római katolikus volt. Aki elolvassa az első levelét, látni fogja, hogy nem beszél hierarchiáról, hanem arról tanít, hogy minden hívő a "királyi papság" tagja.”

### Ortodox tanítás
Az ortodox egyházak elismerik Péter apostol vezető szerepét a korai egyházban, különösen Jeruzsálem korai kereszténységében, de nem tartják hogy Péternek "hercegi" szerepe lett volna a többi apostol felett. Az ortodoxok szerint Péter nem viselkedett úgy mint jeruzsálemi gyűlés (zsinat) vezetője sem, hanem mint csak egy felszólaló tag. A 2007-es Ravennai dokumentumban a katolikusok és az ortodoxok rögzítették, hogy Róma püspöke "a szeretetben elnököl", (Antiochiai Szt. Ignác szavaival) a taxisban az első helyet foglalja el, és hogy Róma püspöke az első (protos) a pátriárkák között. Hogy ez az elsőség a valóságban mit jelent, arra nézve viszont különbözik az ortodox álláspont, szerintük már az első évezredben megoszlottak erről az értelmezések.

### Mormon nézet
Az Utolsó Napi Szentek Jézus Krisztus Egyháza hasonlóan vélekedik a protestánsokhoz és az ortodox keresztényekhez, és elutasítják az apostoli folytonosságot, azaz a pápai utódokat törvénytelennek tekintik.
Nézetük szerint az utolsó időben Péter Jakabbal és Jánossal együtt leszállt a mennyből és Joseph Smith-re, valamint Oliver Cowdery-re ruházta a melkisédeki papságot és annak kulcsait.

### Egyéb
A történészek és a különféle felekezetek keresztény teológusai egyetértenek abban, hogy a pápaság intézménye  sok változáson ment át a történelem folyamán, pl. az első századokban a római pápák semmiképpen nem folytattak olyan egyetemes intézményi egyházkormányzatot, mint a modern pápák. A római katolikus egyházzal vitában álló keresztények szerint ezek az alakváltozások lényegében a folytonosság megszakadását jelentik Szent Péter és a modern pápaság között, ill. sok protestáns szentírásértelmező szerint magának Szent Péternek a bibliai kezdeményezései sem Jézus által akart folyamatos elsőségre utalnak az apostolok között. Nem nagyon vitatható pl., hogy Szent Pál nagyobb hatású misszionárius volt nála.

## Szentként
A római katolikus egyház szerint a következők védőszentje, oltalmazója: a római katolikus egyház, a pápák, a papok, Róma, a halászok, a halkereskedők, a hálószövők, a lakatosok, a kapusok, a felügyelők, az esztergályosok, a kárpitosok, a papírgyárosok, a papírkereskedők, a pénzváltók, a posztósok, a szappanosok, az üvegesek; továbbá kígyómarás, lábbetegségek és veszettség ellen kérik oltalmát.

## Művei
Két kanonikus újszövetségi, és több olyan később keletkezett apokrif irat is létezik, amelyeket tényleges szerzőjük Péter apostol írásaként népszerűsített. Az ókorban ez gyakori eljárás volt, amit pszeudoepigráfiának nevezünk.
A két, a hagyomány által Péternek tulajdonított levél szövegi jellemzői alapján a tudósok többsége kétségbe vonja, hogy ugyanaz a szerző írta volna. A hagyományhoz hű kutatók azzal érvelnek, hogy a szövegbeli eltérések abból erednek, hogy Péter azokat egy titkár segítségével íratta meg. A mai bibliatudósok többsége azonban arra a következtetésre jutott, hogy Péter a két neki tulajdonított levél közül egyiknek sem volt a szerzője.

### Első levele
Péter első levelének szerzője a nyitóversben „Péternek, Jézus apostolának ” nevezi magát, így a 18. századi bibliakritika megjelenéséig kevesen vitatták, hogy valóban Péter a szerzője. Ellentétben a második Péter levéllel, amelynek szerzőségéről az ókorban is vitatkoztak (→ antilegomenák).
Sok bibliatudós úgy véli, hogy az első levél szerzője egy ismeretlen személy, aki Péter halála után írta azokat. A keletkezés dátumára vonatkozó becslések i.sz. 60-tól 112-ig terjednek. A legtöbb kritikus tudós szkeptikus azzal kapcsolatban, hogy Simon Péter apostol, a Galileai-tenger egyszerű halásza írta volna ezt. A levélből a görögök városias kultúrájú stílusa érződik és minden olyan személyes részlet hiányzik, amely a történelmi Názáreti Jézussal való kapcsolatra utalna. A levél körülbelül harmincöt hivatkozást tartalmaz a héber Bibliára, amelyek azonban mind a Septuaginta, azaz görög fordításból származnak, amely nem valószínű, hogy a történelmi Péter apostol számára volt forrás, de igen megfelelő volt egy hellenizált keresztény közösség számára. A Septuaginta használata ugyanakkor segít meghatározni a szerző hátterét. A Septuaginta egy görög fordítás volt, amelyet Alexandriában készítettek azoknak a zsidóknak, akik nem tudták könnyen olvasni a Tanakh héber és arám nyelvét, továbbá a prozeliták számára.

### Második levele
Péter "második levele" úgy kezdődik, hogy a szerző "Simon Péterként (egyes fordításokban "Simeon" vagy "Simon"), Jézus Krisztus szolgája és apostola" nevezi (2Péter 1:1), kijelentve, hogy az Úr kinyilatkoztatta neki saját halálának közeledtét (2Péter 1:14), és hogy szemtanúja volt a színeváltozásnak (2Péter 1:16–18), és hogy korábban egy másik levelet is írt ugyanennek a közösségnek (2Péter 3:1).
Látszólag a levél Péter apostol műve, a legtöbb bibliakutató arra a következtetésre jutott, hogy nem ő a szerző, és a levelet pszeudepigráfnak tekintik. Ennek okai között szerepel a nyelvi különbségek az első levéltől, a 2. századi gnoszticizmusra való lehetséges utalások, a késleltetett második eljövetel nyomán való bátorítás. Júdás levelét sokszorosan, látszólagosan használta. 
Mivel Júdás levele jóval rövidebb, mint ez a levél, a tudományos konszenzus az, hogy Júdás levele volt az egyik forrása e levélnek.
Ezen túlmenően konkrét részek további támpontokat kínálnak, nevezetesen a szerző többszörös megerősítése, hogy hallgatósága több páli levelet is ismer (2Péter 3:15–16 ), az a következtetés, hogy az apostoli nemzedék elmúlt (2Péter 3:4), valamint az, hogy különbséget tesz önmaga és „az Úr és a Megváltó apostolai között” (2 Péter 3:2). A teológia és az intellektuális háttér is markánsan különbözik mind az első levéltől, ahogy a Péterre való hivatkozásoktól. A második levél kifejezetten nemzsidó keresztény teológiát mutat, amely a görög filozófiai kozmológia nézeteivel áll közelségben.
A hagyomány által neki tulajdonított pszeudoepigráf művek a következők:

### Kanonikus újszövetségi iratok
- Szent Péter első levele (eredeti nyelven ill. magyar fordításokban is hozzáférhető)
- Szent Péter második levele (eredeti nyelven ill. magyar fordításokban is hozzáférhető)

### Apokrif iratok
- Péter evangéliuma, amely csak részben maradt fent
- Péter apostol cselekedetei
- Péter és András apostolok cselekedetei
- Péter és Pál apostol cselekedetei
- Péter apostol és a tizenkettő cselekedetei
- Péternek Fülöphöz írott levele
- Péter apokalipszise
- Péter gnosztikus apokalipszise
- Péter prédikációi, illetve az
- Epistula Petri

## További információ
Katolikus nézetek
- Péter primátusa az Újszövetségben - katolikus értelmezés alapján
- Péter az a szikla… - katolikus értelmezés alapján
- Péter kulcsai és pásztorbotja - katolikus értelmezés alapján

Más vallási nézetek
- 30 bibliai érv amellett, hogy Péter nem volt pápa
- Péter volt az első pápa? - a JT. értelemzése alapján
- Péter és az apostolok - a COG értelmezése alapján